# Alfons Lhotsky
Alfons Lhotsky (auch Alphons Lhotsky, * 8. Mai 1903 in Wien, Österreich-Ungarn; † 21. Juni 1968 ebenda) war ein österreichischer Historiker.
Der Sohn einer österreichischen Offiziersfamilie verbrachte die Jugendjahre in Wien und Tirol. Im Juli 1921 legte er die Reifeprüfung am Gymnasium Wien XVI ab. Von 1923 bis 1925 absolvierte er gemeinsam mit Heimito von Doderer und Rudolf Pühringer den 34. Kurs des Instituts für Österreichische Geschichtsforschung. Besonders geprägt wurde er von Oswald Redlich. Durch Redlich wandte er sich dem Spätmittelalter zu. Er wurde promoviert über das Würzburger Formularbuch aus dem 13. Jahrhundert. Von 1927 bis 1937 war er zunächst als Volontär und dann als Vertragsangestellter an der österreichischen Bundeslichtbildstelle tätig. Parallel dazu forschte er abends am Institut für Österreichische Geschichtsforschung. Die daraus resultierenden Studien wie Ikonographie der Landesfürsten von Österreich im Mittelalter oder die Untersuchung über die erzählenden Geschichtsquellen Italiens von der Mitte des 13. Jahrhunderts bis zur Mitte des 16. Jahrhunderts und andere blieben jedoch ungedruckt.
Im Jahr 1938 wurde er Haushistoriker und Archivar des Kunsthistorischen Museums Wien. Seit 1940 begann Lhotsky sich intensiv mit Thomas Ebendorfer zu beschäftigen. Zu Ebendorfer veröffentlichte er zahlreiche Einzelstudien. 1957 folgte eine Biografie Ebendorfers und 1967 die kritische Edition seiner Österreichischen Chronik (Chronica Austriae). Von 1941 bis 1945 erschien Lhotskys dreibändige Geschichte der Kunstsammlungen des Hauses Österreichs.
1945 erfolgte mit dem Privilegium Maius seine Habilitation an der Universität Wien. Ein Jahr später wurde er außerordentlicher Professor für österreichische Geschichte. 1946 wurde Lhotsky korrespondierendes und vier Jahre später wirkliches Mitglied der Österreichischen Akademie der Wissenschaften. Ab 1951 hatte er an der Universität Wien eine Professur für österreichische Geschichte inne. Das Hauptwerk von Dietrich von Nieheim Viridarium imperatorum et regum Romanorum wurde von Lhotsky und Karl Pivec ediert. Es erschien 1956 in den Staatsschriften der Monumenta Germaniae Historica. Von 1960 bis 1968 war er Leiter des Instituts für Österreichkunde. 1963 veröffentlichte er die Quellenkunde zur mittelalterlichen Geschichte Österreichs. Diese Darstellung wurde ein Standardwerk. 1965 verfasste er zum sechshundertjährigen Jubiläum der Universität Wien mit der Geschichte der Wiener Artistenfakultät im Mittelalter (1365–1497) die Festgabe.
Zur Vollendung seines sechzigsten Lebensjahres wurde ihm das Ehrenkreuz I. Klasse für Wissenschaft und Kunst verliehen. 1965 erhielt er den Wilhelm-Hartel-Preis. Er wurde am Hietzinger Friedhof in einem ehrenhalber gewidmeten Grab bestattet. Im Jahr 1972 wurde in Wien-Floridsdorf (21. Bezirk) die Lhotskygasse nach ihm benannt.

## Schriften
- Das Problem des österreichischen Menschen. Rede. Herausgegeben von Christian Hantschk. Mit einem Vorwort von Helmuth Grössing. Verlag Bibliothek der Provinz, Weitra 2020, ISBN 978-3-99028-649-4.
- Aufsätze und Vorträge. 5 Bände, München 1970–1976.
- Die Wiener Artistenfakultät 1365–1497. Festgabe der Österreichischen Akademie der Wissenschaften zur 600–Jahrfeier der Universität Wien. Wien 1965.
- Quellenkunde zur mittelalterlichen Geschichte Österreichs. Graz 1963.
- Thomas Ebendorfer. Ein österreichischer Geschichtschreiber, Theologe und Diplomat des 15. Jahrhunderts. Stuttgart 1957.
- mit Karl Pivec (Hrsg.): Dietrich von Nieheim: Viridarium imperatorum et regum Romanorum. Stuttgart 1956.
- Festschrift des Kunsthistorischen Museums zur Feier des fünfzigjährigen Bestandes. Wien 1941–1945.